# تپه رش حکمت‌آباد
تپه رش حکمت آباد مربوط به دوره نوسنگی - دوره اشکانیان است و در شهرستان کرمانشاه، بخش کورزان، روستای حکمت آباد واقع شده و این اثر در تاریخ ۲ بهمن ۱۳۸۲ با شمارهٔ ثبت ۱۰۷۷۳ به‌عنوان یکی از آثار ملی ایران به ثبت رسیده است.